# Mildred Bailey
Mildred Bailey (Tekoa, 1907. február 27. – Poughkeepsie, 1951. december 12.), amerikai dzsesszénekesnő. A New Grove Jazz Dictionary szerint Bailey volt első fehér énekes, aki elsajátította a kortárs fekete előadók zenei fogalmazásmódját.
Az 1930-as évek ismert amerikai jazzénekesnője volt. A dzsessztörténetben elsőként volt egy zenekarnak állandó szólistája. A közönség előtt a „Rockin ’Chair” című sláger tette ismertté. Jelentősnek számítanak a Red Norvo, John Kirby, Teddy Wilson, Benny Goodman és Coleman Hawkins muzsikusokkal készült felvételei.

## Pályafutása
A washingtoni Spokane-ban nevelkedett. Helyi kabarékban kezdett énekelni, és alkalmanként dolgozott Seattle-ben, mielőtt a nyugati partra ment, és egy Los Angeles-i helyi rádióban énekelt.
Egy diáktársa révén megismerkedett Bing Crosby-val, ennek egyenes következményeként aztán 1929-ben Whiteman felkérte, hogy legyen az énekesük.
Indián származására hivatkozva szokása volt emlékeztetni az embereket arra, hogy amerikaibb az amerikaiaknál.
Bailey négy évig maradt a zenekarban. 1933-ban otthagyta Whiteman zenekarát, és összeházasodott Red Norvoval. 1936-ban új együttest alapítottak, de Baileynek az volt  az érzése, hogy Ella Fitzgerald és Billie Holiday háttérbe szorítja, és egyre mélyülő depresszióba került. 1939-ben kilépett az együtteséből, 1943-ban elvált Norvotól, és ösztönös énekstílusát veszélybe sodorta a divat, is cukorbetegség is sújtotta. Egyre ingerlékenyebb lett. Az 1940-es évek elején vidékre költözött. 1949-ben halálközeli állapotban találták. Bing Crosby és Frank Sinatra gondoskodott kórházi ápolásáról. Élete utolsó két éve nem jelentett megkönnyebbülést számára, annak ellenére, hogy 1950-ben még készült felvétele.

## Albumok
- Sweet Beginnings (The Old Masters, 1994)
- Band Vocalist (The Old Masters, 1994)
- The Rockin' Chair Lady (GRP, 1994)
- The Blue Angel Years (Baldwin Street Music, 1999)
- Me and the Blues (Savoy, 2000)
- The Legendary V-Disc Sessions (Vintage Jazz, 1990)
- The Complete Columbia Recordings of Mildred Bailey (Mosaic, 2000)

### Fontosabb kislemezek
- Georgia on My Mind (1931)
- I'll Never Be the Same (1932)
- Lazy Bones (1933)
- Heat Wave (Irving Berlin song) (1933)
- Ol' Pappy (1934)
- Miss Brown to you (Sideman Teddy Wilson) (1935)
- I'd Love to Take Orders from You (1935)
- Someday, Sweetheart (1935)
- When Day Is Done (1935)
- Honeysuckle Rose (1935)
- Squeeze Me (1935)
- 'Long About Midnight (1936)
- It Can Happen to You (1936)
- I've Got My Love to Keep Me Warm (1937)
- Slumming on Park Avenue (1937)
- Worried Over You (1937)
- Love Is Here to Stay (1938)
- Please Be Kind (1938)
- Weekend of a Private Secretary (1938)
- Says My Heart (1938)
- Garden of the Moon (1938)
- Have You Forgotten So Soon? (1938)
- Born to Swing (1938)
- I Go for That (1939)
- Love's a Necessary Thing (1939)
- I'm Glad There Is You (1939)
- I Don't Stand a Ghost of a Chance with You (1939)
- The Lamp Is Low (1939)
- I Thought About You (1939)
- Bluebirds in the Moonlight (1939)
- Darn That Dream (1939)
- Don't Take Your Love from Me (1940)
- It's So Peaceful in the Country (1940)
- In Love in Vain (1946)
- It's a Woman's Prerogative (1946)
- Almost Like Being in Love (1947)

## Díjak, elismerések
- 2010: Grammy Hall of Fame.
- 1989: Big Band and Jazz Hall of Fame.
- 1994-ben az amerikai posta Bailey tiszteletére kiadott egy 29 centes bélyeget, amin a Carnegie Hallbeli fellépését ábrázolták. (A bélyegzőn szereplő 1907-es születési év téves).
- 2012: Jazz at Lincoln Center Hall of Fame in New York City.
- Slágerlistás első helyezésesek: 1938 („Please Be Kind”, „Says My Heart”); 1940: „Darn That Dream” Benny Goodman and His Orchestra.